# Teoctisto de Cesareia
Teoctisto de Cesareia foi um clérigo romano do século III, que esteve ativo nas províncias orientais do Império Romano. Aparece pela primeira vez em 217, quando ocupava a posição de bispo de Cesareia na Palestina. Permaneceu na posição até cerca de 258, quando faleceu e foi sucedido por Dono. Na ocasião, recebeu o leigo Orígenes em sua sé e, igual ao bispo de Jerusalém Alexandre, aceitou que pregasse nas igrejas.
Quando a pregação de Orígenes em Cesareia e Jerusalém enfureceu o bispo alexandrino Demétrio (r. 189–231), Alexandre e Teoctisto escreveram uma carta para ele defendendo Orígenes e, por volta de 229/230, o ordenaram presbítero. Por conta disso, Orígenes foi banido de Alexandria e se refugiou com os bispos da Palestina que, inclusive, ajudaram-no a fundar uma escola teológica em Cesareia (ver Biblioteca Teológica de Cesareia Marítima).